# 托馬斯·拉迪克
托馬斯·拉迪克（1990年8月15日—），愛沙尼亞籃球運動員，現在效力於愛沙尼亞球隊BC Kalev/Cramo。他也代表愛沙尼亞國家男子籃球隊參賽。